# Emilija Eduardowna Anikina
Emilija Eduardowna Anikina (russisch Эмилия Эдуардовна Аникина, Geburtsname russisch Эмилия Эдуардовна Будкевича Emilija Eduardowna Budkewitscha; geb. 27. November 1886 in Barnaul, Gouvernement Tomsk, Russisches Kaiserreich; gest. 12. Dezember 1983 in Lwiw, Ukrainische SSR, Sowjetunion) war eine sowjetische Botanikerin, Genetikerin und Lehrerin sowie Mitglied der Russischen Geographischen Gesellschaft.

## Jugend und Ausbildung
Emilija Eduardowna Budkewitscha wurde in einer Familie litauischer Exilanten geboren. Ihre Eltern waren Teilnehmer des Januaraufstandes in Kongresspolen und litauisch-weißrussischen Gouvernements des Russischen Kaiserreichs im Jahr 1863. Ihre Mutter war zu Emilijas Geburt 1886 Inhaberin einer Privatschule in Barnaul. Das Gebäude ist erhalten und steht unter Denkmalschutz. Nach der Russischen Revolution 1905 wurde die Familie von der Gendarmerie überwacht. Ihr älterer Bruder, ein Student, wurde in Kasan verhaftet, der jüngere wurde des Gymnasiums verwiesen. Emilija schloss das Gymnasium mit einer Goldmedaille ab. Die örtliche Wohlfahrtsgesellschaft ermöglichte ihr mit einem Stipendium ein Studium in der Schweiz. Ihre Eltern entschlossen sich wegen der Repressalien, Russland zu verlassen und ihrer Tochter zu folgen. Hier studierte sie am Fachbereich für Biologie der Philosophischen Fakultät der Universität Genf und erlangte einen Abschluss als Bachelor.
1914 legte sie in Paris am Ende eines Abendkurses für französische Literatur eine Prüfung ab. In einem Fragebogen schrieb sie: „Ich schreibe und spreche Französisch, Englisch, Deutsch; ich spreche Polnisch, ebenso wie Bulgarisch, ich kenne mich mit Spezialiteratur aus, aber ich spreche keine lebendige Sprache“.
Noch im Ausland heiratete Emilija Budkewitscha den revolutionären Nationalisten und Schriftsteller Stepan Wassiljewitsch Anikin. Er war 18 Jahre älter als sie und hatte einen erwachsenen Sohn und eine Tochter. Anikin war ein gebildeter Mann und Mitglied der ersten russischen Staatsduma von 1906. Nach der Oktoberrevolution 1917 ging die Familie wieder nach Russland. Anikin wurde Mitglied des Stadtrats von Saratow. 1919 starb er in Saratow. Im Russischen Bürgerkrieg (1917–1922) starben noch einer ihrer Brüder und ihr Stiefsohn.

## Berufsleben
Ab 1919 studierte Anikina an den Oberstufenkursen der Agrarfakultät der Universität Saratow. Gleichzeitig arbeitete sie als leitende Forscherin des Fachbereichs für private Landwirtschaft und Züchtung unter der Leitung von Nikolai Iwanowitsch Wawilow. Die Korrespondenz mit dem talentierten Mann hielt 20 Jahre an – bis 1940, fast bis zu seiner Verhaftung. Wawilow organisierte auf dem Gebiet des Landes ein Netz von peripheren Versuchsabteilungen (so genannte geographische Kulturen). Anikina war eine derjenigen, denen er deren Eröffnung anvertraute: zuerst im Altai, dann in Daurien, dann in Tschita und noch später im Fernen Osten.
In den Jahren 1928–1933 leitete Anikina die Abteilung für die Auswahl von Feldfrüchten an der Versuchsstation in Alma-Ata. Von 1934 bis 1938 leitete sie die Selektion in der Zuchtstation in Baschkortostan, war Pflanzenzüchterin des Boden-Botanischen Büros in Ufa und Botanikerin des Reservats.
In den Jahren 1938–1942 arbeitete Anikina als leitende Forscherin in der Abteilung Detskoselskij (Oblast Leningrad) des Allrussischen Instituts für Pflanzenindustrie. Sie war Organisatorin zweier Expeditionen zur Untersuchung der Flora. Zu Beginn des Großen Vaterländischen Krieges 1941 war sie in Leningrad und ergriff Maßnahmen, um geschwächte Kollegen und ihren Familien zu unterstützen.
1942 kam Anikina nach Perm. Sie wurde wissenschaftliche Beraterin und stellvertretende Leiterin der Regionalstation für Junge Naturforscher zu werden, was sie bis 1957 blieb. Mit Unterstützung des Pharmazeutischen Instituts begann sie, Heilpflanzen des Westurals zu studieren und die Heilpflanzen der Region zu kartografieren. Anikina organisierte regelmäßig Kurse mit Apothekern, Förstern und Lehrern über die medizinische Flora. In den Nachkriegsjahren war die Hauptrichtung ihrer wissenschaftlichen Tätigkeit das Studium der Elemente der Steppen- und Waldsteppenvegetation der Region Perm und die Beschreibung der Orte, die geschützt werden sollten. Zu dieser Zeit hatte sie die Chance, mit einem bemerkenswerten Wissenschaftler, dem Archäologen Otto Nikolajewitsch Bader zusammenzuarbeiten.
Ab 1955 lehrte sie am Fachbereich für Botanik und Pflanzengenetik der Fakultät für Biologie der Staatlichen Universität Perm.
Im Alter von 90 Jahren zog Emilija Anikina 1976 zu ihrer Schwester nach Lwiw, wo sie sieben Jahre später – am 12. Dezember 1983 – starb.
Das Staatsarchiv der Region Perm besitzt eine persönliche Sammlung von Emilija Anikina, die ihre Werke, Materialien pädagogischer und sozialer Aktivitäten, Korrespondenz, persönliche Dokumente und Fotografien umfasst. Von besonderem Interesse dürften ihre Erinnerungen an Nikolai Iwanowitsch Wawilow sein.

## Beiträge zur Wissenschaft
Vier von ihr in Kasachstan entdeckte Weizensorten wurden nach ihr benannt und als neue Formen in die Bücher Die Kulturflora der UdSSR (russisch Культурная флора СССР Kulturnaja flora SSSR; 1935) und Definition von echten Broten (russisch Определитель настоящих хлебов Opredelitel nastojaschtschich chlebow; 1938) aufgenommen. Im Fernen Osten war Emilija Eduardovna mit der Züchtung lokaler Weizensorten – Straube (russisch Штраубе) und Milogradowka (russisch Милоградовка) – beschäftigt. Die Sorte Milogradowka wurde über 40 Jahre angebaut.

### Schriften
- Actinidia - Wilde Strahlengriffel der Sowjetischen Region Primorje. Primorje, 1925 (russisch, russisch: Актинидия—дикий кишмиш Советского Приморья.).
- Weizen der Region Primorje. In: Тезисы доклада. Первая конференция по изучению производительных сил советского Дальнего Востока Tesissy doklada. Perwaja konferenzija po isutscheniju proiswoditelnych sil sowetskogo Dalnego Wostoka (russisch), deutsch ‚Abstracts. Die erste Konferenz zur Untersuchung der Produktivkräfte des sowjetischen Fernen Ostens‘. DKplan, Chabarowsk 1926, S. 45 (russisch, russisch: Пшеницы Приморья.).
- Denkmäler der Pflanzenwelt in der Sowjetischen Region Primorje. Primorski krestjanin 1, Wladiwostok 1926 (russisch, russisch: Суданская трава в Советском Приморье.).
- Unsere besten Weizen. Sowetski Primorje, März 1927 (russisch, russisch: Наши лучшие пшеницы.).
- Botanische Zusammensetzung des Dschetyssu-Weizens nach 1928. In: Тр. Всесоюзный съезда по тенет., селекция соменоводетву и племени. жироти-ству в Ленинграде III. Leningrad 1930, S. 47–54 (russisch, russisch: Ботанический состав пшеницы Джетысу по данным 1928 года.).
- Denkmäler der Pflanzenwelt der Region Perm. In: Beretsch prirodu Prikamja (russisch Беречь природу Прикамья). 1. Auflage. Perm 1966, S. 43–47 (russisch, russisch: Памятники растительности Пермской области.).